# Garvan (Kontché)
Garvan (en macédonien Гарван) est un village du sud-est de la Macédoine du Nord, situé dans la municipalité de Kontché. Le village comptait 11 habitants en 2002.

## Démographie
Lors du recensement de 2002, le village comptait :
- Macédoniens : 10
- Serbes : 1